# Rio Fontanacce
Il Rio Fontanacce è un corso d'acqua dell'Appennino Modenese che scorre nel comune di Pievepelago. È un affluente del Rio Perticara, a sua volta immissario del Torrente Scoltenna.

## Il corso del Rio Fontanacce
Il Rio Fontanacce nasce a 1.672 m s.l.m. in prossimità dei Campi di Annibale, una zona dell'alto Frignano apprezzata per la sua bellezza . La sorgente si trova in prossimità del sentiero numero 529 che dal Passo della Boccaia raggiunge il Passo Porticciola. Il corso d'acqua scende rapidamente mantenendo costante la sua direzione verso nord; a 1,7 kilometri dalla sorgente riceve il Fosso della Boccaia. S'inoltra quindi in una valle boscosa dai versanti ripidi, eliminata a est dal Borellone di Montalto (1.425 m s.l.m.), a ovest dal Monte Nuda (1.774 m s.l.m.). A 1.024 metri d'altezza viene raggiunto a est dal suo principale affluente, il Rio Valdarno, che ne raddoppia quasi la portata. Segue un kilometro circa in cui il corso d'acqua attraversa la località di Ponte Sant'Anna (nei pressi di Sant'Annapelago) per congiungersi infine con il Rio Perticara a 947 m s.l.m.